# Baikiaea ghesquiereana
Baikiaea ghesquiereana är en ärtväxtart som beskrevs av J.Leonard. Baikiaea ghesquiereana ingår i släktet Baikiaea och familjen ärtväxter. IUCN kategoriserar arten globalt som starkt hotad. Inga underarter finns listade i Catalogue of Life.